# Col di Lana
De Col di Lana is een berg in de Dolomieten en verheft zich ten oosten van Livinallongo del Col di Lana in het noordwesten van de provincie Belluno.
Gedurende de Eerste Wereldoorlog lag de berg nabij de Italiaans-Oostenrijkse grens en werd er zwaar op de toppen gevochten. Op 17 april 1916 werd met 5 ton dynamiet een groot deel van de top opgeblazen waardoor zo'n 120 Oostenrijkse soldaten het leven verloren. De bijnaam van de berg is dan ook Col di Sangue, oftewel Bloedberg. De kraters, loopgraven en gedenktekens op de berg herinneren vandaag de dag nog aan deze periode.
De berg is van vulkanische oorsprong en eenvoudig te beklimmen vanuit diverse richtingen. Vanaf de oostelijker gelegen Valparolapas heeft men een goed zicht op de berg, hier staat ook een museum dat is gewijd aan de Grande Guerra.